# Zégoua
Zégoua est une ville et une commune du cercle de Kadiolo dans la région de Sikasso au sud du Mali. 

## Topographie
La commune couvre une superficie de 978 km2 et comprend la ville et huit villages. La ville de Zégoua, chef-lieu de la commune, est à 2 km au nord de la frontière avec la Côte d'Ivoire et à 14 km au sud-est de Kadiolo sur la RN 7, la route principale reliant Sikasso et Ouangolodougou sur l'axe international reliant Bamako au port d'Abidjan.

## Démographie
Lors du recensement de 2009, elle comptait 103 046 habitants. 

## Histoire
En 1999, dès les prémices de la crise politico-militaire en Côte d'Ivoire, Zégoua est affectée par des coupures de courant électrique qui entrainent des répercussions sur le fonctionnement de l'hôpital, des commerces et des transports.
En 2015, une vingtaine de personnes suspectées d'activités terroristes islamistes sont arrêtées au poste-frontière en provenance de la Côte d'Ivoire.